# Dimitri Korchinskiy
Dimitri Oleksandrovich Korchinskiy (em ucraniano:  Дмитро Олександрович Корчинський; nascido em 22 de janeiro de 1964, Kiev) é um ucraniano escritor, poeta, figura pública e líder do Bratstvo ("Irmandade"), uma organização Ortodoxa[carece de fontes?] com raízes religiosas e políticas na Ucrânia. Korchinskiy é o antigo líder do partido ultranacionalista UNA-UNSO.

## Política
Entre 1987 e 1988, Korchinskiy foi membro do Grupo Ucraniano de Helsinque. No outono de 1992, concorreu a uma vaga no parlamento ucraniano mas perdeu, ficando em quarto entre seis no 13º distrito eleitoral. Concorreu outra vez em 1994 e perdeu novamente ficando em terceiro entre os 24 do segundo distrito eleitoral da cidade de Kiev (nenhuma pessoa foi eleita ao fim).
Depois de ser removido da UNA-UNSO em 1997, Korchinskiy tornou-se um especialista midiático e analista político. Ele fundou a Organização Bratstvo em 2002, que afirma ter várias centenas de membros em Kiev, Carcóvia, Odessa e Chernihiv. A Bratstvo não foi oficialmente registrada até março de 2004. Embora o grupo se descreva como uma organização cristã ortodoxa, não é afiliado a nenhuma das três igrejas ortodoxas que operam na Ucrânia. Korchinskiy descreveu o grupo em seu jornal autopublicado como Talibã Ortodoxo, e em seu site como um Hezbollah cristão. Anton Shekhovtsov, um popular especialista em organizações de extrema-direita, falou de Korchynsky como sendo "amplamente considerado um agente provocador, e seu 'Bratstvo' já participou de várias ações que se destinavam a provocar a repressão policial de protestos pacíficos".
Durante as eleições parlamentares ucranianas de 2002, Korchinskiy concorreu novamente ao parlamento como membro do Partido dos Trabalhadores de toda a Ucrânia. Ele alcançou o oitavo lugar entre os 23 no 220º distrito eleitoral.
Em 29 de dezembro de 2003, a Bratstvo organizou uma briga de rua com o Berkut perto da Embaixada do Canadá em Kiev. Poucos dias antes, em 25 de dezembro de 2003, o jornal Ukrayinska Pravda recebeu uma correspondência (temnyk) de outros jornalistas sobre intenções do governo de desacreditar a oposição, conectando-a ao problema com o avião ucraniano (Antonov An-124 Ruslan) detido no Canadá. Em 31 de março de 2004, membros de Bratstvo jogaram cola e água em George Soros durante o fórum das organizações de direitos humanos em Kiev, "Direitos humanos nas eleições". No verão de 2004, em Querche, a Bratstvo organizou uma greve no estaleiro de construção naval de Zaliv, cujo co-proprietário era David Zhvania, um membro da Nossa Ucrânia.
No outono de 2004, Korchinskiy participou das eleições presidenciais. Depois de perder na primeira rodada, apoiou outro candidato, Viktor Yanukovych. Depois que Viktor Yushchenko foi anunciado vencedor, Korchinskiy oficialmente aderiu à oposição.
Em 2005, a organização juvenil russa pró-Vladimir Putin, Nashi, convidou Korchinskiy a um acampamento de verão juvenil para ensinar "como evitar distúrbios públicos" e como enfrentar a ameaça de uma repetição da Revolução Laranja na Rússia.
Em 2013, durante os protestos do Euromaidan, 300 membros da organização Bratstvo liderados por Korchinskiy atacaram o prédio da administração presidencial (do então presidente Viktor Yanukovich). Após isso, se tornou um fugitivo na lista internacional de procurados do Ministério dos Assuntos Domésticos por seu papel em incitar tumultos durante os conflitos relacionados ao Euromaidan em 1 de dezembro de 2013. Em 2 de janeiro de 2013, durante o programa "Liberdade de Expressão" na ICTV, Serhiy Sobolev afirmou que Korchynsky coopera com Viktor Medvedchuk.
Após a Revolução da Dignidade, Korchynsky retornou à Ucrânia e fundou o batalhão de Santa Maria para lutar contra os separatistas do Leste da Ucrânia na Guerra de Donbas. Estes separatistas foram, segundo especialistas independentes, armados e ajudados por soldados regulares da Rússia. A Rússia abriu vários processos criminais contra Korchinskiy por acusações de terrorista.

## Pessoal
Korchinskiy nasceu no dia 22 de janeiro de 1964, em Kiev. Em 1982, terminou o ensino médio e se matriculou no Instituto de Engenharia de Alimentos de Kiev, no Departamento de Geração de Energia Industrial. Após dois anos de estudo, deixou o instituto sem concluir o curso. Mais tarde, participou de diversas expedições arqueológicas no sul da Ucrânia. Entre 1985 e 1987 serviu no exército soviético. Korchinskiy estava na 24ª Divisão de Ferro do Distrito Militar dos Cárpatos como comandante da BMP-2. Após a desmobilização, foi para a reserva como assistente de um líder de pelotão.
Em 1987, Korchinskiy se matriculou na Universidade de Kiev, mas saiu mais tarde naquele ano.
Sob sua liderança, a UNSO participou de vários conflitos armados no território da antiga União Soviética, incluindo Transnístria, Abecásia e Chechênia. Em 1992, como voluntário, partiu para a Transnístria. Em 1996, participou na guerra chechena. No ano seguinte, foi definitivamente expulso do movimento nacionalista na Ucrânia.
Ele é o presidente do Instituto de Política Regional e Ciência Política Moderna.[carece de fontes?]
É autor de uma coleção de poemas "Filosofia do destempero" (2002), um dos autores dos seguintes livros: "Guerra na multidão" (1998), "Isto e isso" (2002) e "Revolução alta costura" (2004).[carece de fontes?] Seus livros são proibidos na Rússia com base em sua lei sobre o extremismo.
Na eleição parlamentar ucraniana de 2014, a esposa de Korchinskiy, Oksana, ficou em 24º lugar na lista (nacional) do Partido Radical e foi eleita para o parlamento ucraniano.